# Hohl (Halver)
Hohl ist eine Hofschaft in Halver im Märkischen Kreis im Regierungsbezirk Arnsberg in Nordrhein-Westfalen (Deutschland).

## Lage und Beschreibung
Hohl liegt auf 375 Meter über Normalnull im südöstlichen Halver in der Quellmulde der Kierspe knapp unterhalb der Wasserscheide der Flusssysteme der Wupper und der Volme. Nördlich von Hohl erhebt sich mit 410,2 Metern über Normalnull der Störtlenberg. Der Ort ist über eine Zufahrt zu erreichen, die bei Wegerhof von der Landesstraße L528 abzweigt. Weitere Nachbarorte sind Schneehohl, Bergfeld, Burg, Wilhelmshöh, Brüninghausen, Schulten Hedfeld, Schmidthausen und Romberg (zu Kierspe).

## Geschichte
Hohl wurde erstmals 1480 urkundlich erwähnt, die Entstehungszeit der Siedlung wird aber für den Zeitraum zwischen 1050 und 1200 infolge der Rodungsphase nach der hochmittelalterlichen Territorialbildung vermutet. Hohl war ein Abspliss der Hofschaft Brüninghausen.
Um 1500 ist durch Urkunden belegt, dass der Hof Hohl dem bergischen Amt Beyenburg abgabenpflichtig war. Die Gerichtsbarkeit des Hofs unterstand einem extra für die bergischen Höfe im ansonsten märkisch beherrschten Kirchspiel Halver bestellten bergischem Richter, was häufig zu Streit mit dem für das Kirchspiel eigentlich zuständigen märkischen Gografen führte.
1818 lebten 16 Einwohner im Ort. Laut der Ortschafts- und Entfernungs-Tabelle des Regierungs-Bezirks Arnsberg wurde Hohl als Im Hohl bezeichnet, als Hof kategorisiert und besaß 1838 eine Einwohnerzahl von 37, allesamt evangelischen Glaubens. Der Ort gehörte zur Bergfelder Bauerschaft innerhalb der Bürgermeisterei Halver und besaß drei Wohnhäuser, eine Fabrik bzw. Mühle und vier landwirtschaftliche Gebäude.
Das Gemeindelexikon für die Provinz Westfalen von 1887 gibt eine Zahl von 46 Einwohnern an, die in sechs Wohnhäusern lebten.
An Hohl verlief auf der Trasse der heutigen Landesstraße L528 eine Altstraße von Halver über Wipperfürth, Halver, Kierspe nach Meinerzhagen vorbei, der Hileweg, ein bedeutender frühmittelalterlicher (nach anderen Ansichten bereits frühgeschichtlicher) Handels-, Pilger- und Heerweg. Aus diesem Grunde haben sich südlich von Hohl Hohlwege im Wald erhalten.